# Подворное
Подво́рное (укр. Подвірне) — село в Мамалыговской сельской общине Днестровского района Черновицкой области Украины.
Население по переписи 2001 года составляло 2440 человек. Почтовый индекс — 60363. Телефонный код — 37-33. Код КОАТУУ — 7323085501.

## История
В 1946 г. Указом ПВС УССР село Кишла-Салиева переименовано в Подворное.
До 2020 года входило в Новоселицкий район.